# Parafia Jezusa Miłosiernego w Turce
Parafia Jezusa Miłosiernego w Turce – parafia rzymskokatolicka z siedzibą w Turce, znajdująca się w archidiecezji lubelskiej, w dekanacie Lublin – Podmiejski.

## Historia parafii
Parafia została erygowana 19 kwietnia 2009 roku dekretem metropolity lubelskiego arcybiskupa Józefa Życińskiego. Wcześniej, przez kilka lat, wierni korzystali z kaplicy podległej pod parafię pw. Ciała i Krwi Pańskiej w Turce, której budowniczym był ówczesny proboszcz parafii w Turce, ks. Krzysztof Kołodziejczyk. W roku 2009 podjęte zostały pierwsze działania zmierzające do budowy kompleksu świątynnego.
Parafia pw. Jezusa Miłosiernego w Turce obecnie liczy 2661 wiernych.
Funkcję pierwszego proboszcza pełni od 2009 roku ks. Waldemar Fac.